# کورینت، شهرستان واکر، آلاباما
کورینت (به انگلیسی: Corinth) یک منطقهٔ مسکونی در ایالات متحده آمریکا است که در شهرستان واکر، آلاباما واقع شده‌است. کورینت  ۱۰۰٫۸۹ متر بالاتر از سطح دریا واقع شده‌است.